# Bruno Conceição (futebolista)
Bruno Conceição de Oliveira (Espírito Santo, 10 de junho de 2001) é um futebolista brasileiro que atua como atacante. Atualmente, defende o Al-Jazira.

## Carreira
Nascido no interior do Espírito Santo, Bruno Conceição iniciou sua carreira na Associação Esportiva Rubro-Negro, de Minas Gerais. Tendo se destacado, foi contratado pelo Grêmio Novorizontino em 2019 para o time Sub-20. No time de Novo Horizonte, se destacou marcando seis gols em 14 partidas no Campeonato Paulista Sub-20, tendo então despertado o interesse do Al-Jazira em fevereiro  do mesmo ano e ido atuar pelo clube árabe com apenas 18 anos.

### Al-Jazira
Pelo clube Árabe, faturou o Campeonato Emiradense de 2020–21 e a Supercopa dos Emirados Árabes Unidos de 2021 ao bater o Al-Shabab nos pênaltis por 5–3, depois de um empate de 1–1 no tempo normal. Como o Campeão nacional do país sede do Mundial de Clubes tem direito a participar, disputou o campeonato pelo clube emiradense. Após boas exibições, em setembro de 2021 Bruno renovou seu contrato com o clube  até 2026. Em 9 de fevereiro de 2022, fez o gol do Al-Jazira na derrota por 3–1 para o Monterrey, ficando com o sexto lugar no torneio.

## Estatísticas
Atualizadas até dia 3 de maio de 2023.

### Clubes
| Clube             | Temporada         | Campeonato nacional | Campeonato nacional | Campeonato nacional | Copa nacional[a] | Copa nacional[a] | Copa nacional[a] | Competições continentais[b] | Competições continentais[b] | Competições continentais[b] | Outros torneios[c] | Outros torneios[c] | Outros torneios[c] | Total | Total | Total   |
| Clube             | Temporada         | Jogos               | Gols                | Assist.             | Jogos            | Gols             | Assist.          | Jogos                       | Gols                        | Assist.                     | Jogos              | Gols               | Assist.            | Jogos | Gols  | Assist. |
| ----------------- | ----------------- | ------------------- | ------------------- | ------------------- | ---------------- | ---------------- | ---------------- | --------------------------- | --------------------------- | --------------------------- | ------------------ | ------------------ | ------------------ | ----- | ----- | ------- |
| Al-Jazira         | 2019–20           | 6                   | 0                   | 0                   | 4                | 1                | 0                | —                           | —                           | —                           | —                  | —                  | —                  | 10    | 1     | 0       |
| Al-Jazira         | 2020–21           | 17                  | 1                   | 0                   | 3                | 1                | 0                | —                           | —                           | —                           | —                  | —                  | —                  | 20    | 2     | 0       |
| Al-Jazira         | 2021–22           | 21                  | 2                   | 0                   | 5                | 2                | 0                | 2                           | 0                           | 0                           | 1                  | 0                  | 0                  | 29    | 4     | 0       |
| Al-Jazira         | 2022–23           | 17                  | 2                   | 2                   | 6                | 2                | 0                | —                           | —                           | —                           | —                  | —                  | —                  | 23    | 4     | 2       |
| Al-Jazira         | Total             | 61                  | 5                   | 2                   | 18               | 6                | 0                | 2                           | 0                           | 0                           | 1                  | 0                  | 0                  | 82    | 11    | 2       |
| Total na carreira | Total na carreira | 61                  | 5                   | 2                   | 18               | 6                | 0                | 2                           | 0                           | 0                           | 1                  | 0                  | 0                  | 82    | 11    | 2       |

- a.^  Jogos da UAE President Cup e da Etisalat Emirates Cup
- b.^  Jogos da Liga dos Campeões da Ásia
- c.^  Jogos da Supercopa dos Emirados Árabes Unidos e Mundial de Clubes

## Títulos

### Al-Jazira
- Campeonato Emiradense de Futebol: 2020–21
- Supercopa dos Emirados Árabes Unidos: 2021